# Calathea fasciata
Calathea fasciata là một loài thực vật có hoa trong họ Marantaceae. Loài này được (Linden ex K.Koch) Regel & Körn. mô tả khoa học đầu tiên năm 1858.